# Russ Saunders
Russ Saunders (* 26. Januar 1906 in Ardmore, Oklahoma als Stebbell Russell Saunders; † 28. April 1987 in Los Angeles, Kalifornien) war ein US-amerikanischer American-Football-Spieler, der später Regieassistent wurde.

## Leben
Russ Saunders studierte an der University of Southern California und spielte dort Football. 1930 war er Most Valuable Player bei einem 47:14-Sieg der USC gegen die Pittsburgh Panthers während des Rose Bowls. Er stand für die Tommy-Trojan-Statue Pate, die aus verschiedenen USC-Spielern zusammengesetzt wurde. Anschließend spielte er in der 1931er Saison der National Football League für die Green Bay Packers als Fullback und wurde in insgesamt neun Spielen eingesetzt.
Anschließend wandte er sich dem Filmgeschäft zu, das er bereits 1927 kennenlernte, als sein Football-Team für Aufnahmen bei dem Film The Drop kick herangezogen wurde. Er beteiligte sich als Regieassistent an 100 Filmen in den Jahren 1931 bis 1976. Für seine Mitarbeit bei dem Film Das Leben des Emile Zola wurde er bei der Oscarverleihung 1938 für die Beste Regieassistenz nominiert. Des Weiteren war er auch Produktionsmanager bei 22 Filmen und trat in neun Filmen in einer Nebenrolle auf.
Saunders verstarb 1987 in Los Angeles.

## Filmografie (Auswahl)
Regieassistenz
- 1932: Einsame Herzen (The Purchase Price)
- 1933: Das Haus in der 56. Straße (The House on 56th Street)
- 1934: 1929 – Manhattan N.Y. (Gentlemen Are Born)
- 1935: In blinder Wut (Black Fury)
- 1935: Ein Sommernachtstraum (A Midsummer Night's Dream)
- 1935: Dangerous
- 1936: Die Rache des Toten (The Walking Dead)
- 1937: Kid Galahad – Mit harten Fäusten (Kid Galahad)
- 1937: Das Leben des Emile Zola (The Life of Emile Zola)
- 1937: Hollywood Hotel
- 1939: Zum Verbrecher verurteilt (They Made Me a Criminal)
- 1940: Ein Nachtclub für Sarah Jane (It All Came True)
- 1940: Entscheidung in der Sierra (High Sierra)
- 1941: Schönste der Stadt (The Strawberry Blonde)
- 1941: Herzen in Flammen (Manpower)
- 1941: Sein letztes Kommando (They Died with Their Boots On)
- 1942: Sabotageauftrag Berlin (Desperate Journey)
- 1942: Der freche Kavalier (Gentleman Jim)
- 1943: Spion im Orientexpress (Background to Danger)
- 1944: Arsen und Spitzenhäubchen (Arsenic and Old Lace)
- 1946: Im Geheimdienst (Cloak and Dagger)
- 1947: Verfolgt (Pursued)
- 1948: Der Herr der Silberminen (Silver River)
- 1949: Vogelfrei (Colorado Territory)
- 1949: Sprung in den Tod (White Heat)
- 1950: Frauengeheimnis (Three Secrets)
- 1951: Unternehmen Seeadler (Operation Pacific)
- 1951: Die Teufelsbrigade (Distant Drums)
- 1952: Sabotage (Carson City)
- 1953: Ärger auf der ganzen Linie (Trouble Along the Way)
- 1953: El Khobar – Schrecken der Wüste (The Desert Song)
- 1953: Ein Herz aus Gold (So Big)
- 1954: Formicula (Them!)
- 1954: Der Talisman (King Richard and the Crusaders)
- 1955: Urlaub bis zum Wecken (Battle Cry)
- 1955: Aus dem Leben einer Ärztin (Strange Lady in Town)
- 1956: Geheime Fracht (Santiago)
- 1956: Charmant und süß – aber ein Biest (Top Secret Affair)
- 1957: Weint um die Verdammten (Band of Angels)
- 1957: Einer muß dran glauben (The Left Handed Gun)
- 1958: Die Nackten und die Toten (The Naked and the Dead)
- 1959: Die Madonna mit den zwei Gesichtern (The Miracle)
- 1960: Jeder zahlt für seine Schuld (The Bramble Bush)
- 1960: Der schwarze Sergeant (Sergeant Rutledge)
- 1960: Sunrise at Campobello
- 1961: Jenseits des Ruwenzori (The Sins of Rachel Cade)
- 1961: Revolte in Block A (House of Women)
- 1962: Hatari!
- 1964: Die blaue Eskadron (A Distant Trumpet)
- 1964: Cheyenne (Cheyenne Autumn)
- 1965: Mickey One
- 1965: Sie nannten ihn King (King Rat)
- 1966: Ein Mann wird gejagt (The Chase)
- 1972: Fat City
- 1972: Polizeirevier Los Angeles-Ost (The New Centurions)
- 1976: Zwischen Zwölf und Drei (From Noon till Three)

Regie der Second Unit
- 1955: Wolkenstürmer (The McConnell Story)
- 1955: Gegen alle Gewalten (I Died a Thousand Times)
- 1955: Verdammt zum Schweigen (The Court-Martial of Billy Mitchell)
- 1956: Einst kommt die Stunde (Toward the Unknown)
- 1963: Patrouillenboot PT 109 (PT 109)
- 1973: Der verlorene Horizont (Lost Horizon)

Produktionsleitung
- 1966: Nicht so schnell, mein Junge (Walk, Don't Run)
- 1967: Die Meute (The Happening)
- 1967: Bonnie und Clyde (Bonnie and Clyde)
- 1968: Der große Schweiger (The Stalking Moon)
- 1969: Der Komiker (The Comic)
- 1970: Die Glut der Gewalt (The Liberation of L. B. Jones)
- 1970: Wo bitte geht’s zur Front (Which Way to the Front)
- 1971: Die Gnadenlosen (Fool's Parade)
- 1971: Rivalen des Todes (A Gunfight)
- 1972: Fat City
- 1972: Polizeirevier Los Angeles-Ost (The New Centurions)
- 1973: So wie wir waren (The Way We Were)
- 1974: Die härteste Meile (The Longest Yard)
- 1975: Mörderhaie greifen an (Sharks’ Treasure)
- 1976: Zwischen Zwölf und Drei (From Noon till Three)
- 1976: Der letzte Scharfschütze (The Shootist)
- 1978: Driver (The Driver)
- 1978: Die Colson Affäre (Born Again)
- 1979: Amityville Horror
- 1980: Ich glaub’ mich knutscht ein Elch! (Stripes)

Darsteller
- 1933: King Kong und die weiße Frau (King Kong)